# Proctorville
Proctorville est une ville américaine située dans le comté de Robeson dans l'État de Caroline du Nord. En 2010, sa population était de 117 habitants.

## Démographie
| 1920 | 1930 | 1940 | 1950 | 1960 | 1970 |
| ---- | ---- | ---- | ---- | ---- | ---- |
| 204  | 185  | 209  | 232  | 188  | 157  |

| 1980 | 1990 | 2000 | 2010 | - | - |
| ---- | ---- | ---- | ---- | - | - |
| 205  | 168  | 133  | 117  | - | - |

## Source de la traduction
- (en) Cet article est partiellement ou en totalité issu de l’article de Wikipédia en anglais intitulé « Proctorville, North Carolina » (voir la liste des auteurs).